# هنري سبيرا
هنري سبيرا هو نقابي وصحفي بلجيكي، ولد في 19 يونيو 1927 في أنتويرب في بلجيكا، وتوفي في 12 سبتمبر 1998 في نيويورك في الولايات المتحدة بسبب سرطان المريء.

## وصلات خارجية
- هنري سبيرا على موقع إن إن دي بي (الإنجليزية)